# Paloma Navares
Paloma Navares. (Burgos, 1947) es una artista visual española reconocida como pionera en el arte multidisciplinar y en la exploración de la temática de género. Creadora de un lenguaje plástico propio caracterizado por el uso de nuevas tecnologías, la utilización del espacio, el sonido, la luz y la integración de diversas técnicas. En sus instalaciones multimedia combina la escenografía, la performance, la escultura, la fotografía, el video y el audio. 
Entre los temas recurrentes de su obra destacan la condición femenina, el paso del tiempo, la imagen ideal del hombre, la cuestión de la belleza corporal o el envejecimiento.
Junto a su actividad artística desarrolla una labor de formación y promociona y dirige eventos artísticos de carácter internacional. 

## Biografía
Paloma Navares nace en Burgos. Vive y trabaja entre Madrid y Alicante. 
Sus primeros trabajos audiovisuales están ligados a la performance y la danza. En 1985-1986 realiza los proyectos: Seravan, Canto a un árbol caído, Origen y Noches de luna, que se presentan principalmente en centros de arte y museos. 
En 1992, el Museum Moderner Kunst Stiftung Ludwig (MUMOK) presenta en el Palais Lichtenstein una exposición indivisual de su obra comisariada por Dr. Lóránd Hedgy y Dr.Henriette Horny.
En 1997-1999, creó la escenografía de La casa del olvido y Cuerpos de sombra y luz, con la Compañía Lanònima Imperial. 
Entre 1999 a 2002 imparte varios cursos titulados Sculpture, object, installation, en la Internationale Sommerakademie für Bildende Kunst Salzburg, Austria.
En 2004, realiza el proyecto escenográfico para la ópera Juana en la Ópera de Halle. Desde sus inicios en 1979 hasta el momento actual ha realizado más de un centenar de exposiciones en todo el mundo, estando presente en Ferias y Bienales. Su obra se encuentra en museos, instituciones y colecciones públicas y privadas.
En 2018 exhibe sus obras en el Museo Thyssen-Bornemisza de Madrid en una exposición individual comisariada por Rocío de la Villa.  Navares continua investigando con esta exposición las formas de representación de la feminidad a través de las obras clásicas, prescritas por una sociedad patriarcal. También en 2018 le es otorgado el Premio MAV (Mujeres en las artes Visuales) por su larga carrera y sus numerosas aportaciones en las artes plásticas.
En 2018 participó como artista invitada en la exposición Una de cada tres, que trata de visibilizar la violencia machista sufrida por las mujeres con discapacidad. La exposición estuvo organizada por Blanco, Negro y Magenta en la Sala de Exposiciones de la Universidad Autónoma de Madrid en el campus de Canto Blanco, coincidiendo con la movilización feminista del 25 de noviembre.
En 2024 la Fundación ENAIRE le otorgó el premio Trayectoria, “por una vida dedicada a la creación artística, de exploración de los límites de una temática que, de una forma perceptiva al principio y decidida después, se convierten en un mantra sin buscarlo: el universo femenino.” La Fundación ENAIRE organizó así mismo una exposición en el Real Jardín Botánico en Madrid. 

## Obra
"Artista multidisciplinar por excelencia, Paloma Navares está considerada una pionera en el uso combinado de materiales domésticos (poseedores de cualidades analógicas) con la tecnología, habiendo desarrollado un amplísimo corpus artístico en torno a la construcción cultural y la representación de la imagen femenina". Indagando en una temática social, profundiza en el mundo de la mujer y su representación en las artes prescrita por sociedades patriarcales, tanto a través de la historia del arte como en los medios de comunicación actuales. Otros temas en su obra son la alienación social, las normativas de belleza de la mujer establecidas por los sistemas corporativos, la locura y el suicidio. Navares "manifiesta una clara vocación humanista, comunicativa y narrativa que se vislumbra en todas sus imágenes fotográficas, en sus esculturas, en sus dibujos, acciones y montajes escultóricos, en sus instalaciones… todas ellas, en suma, espejo de eso que llamamos belleza". Su lenguaje plástico está construido desde la idea de hibridez y sustentado, desde sus inicios, en la práctica interdisciplinar, el ensamblaje de técnicas y soportes, y la utilización de materiales industriales. Ha trabajado la fotografía, la instalación artística en la que conjuga videocreación, vídeo instalación, sonido y luz. También ha investigado en el campo de la escultura y el collage, y ha desarrollado el objeto artístico. Paloma Navares es considerada una pionera del feminismo en las artes visuales.

## Otras Actividades
Paralelamente a su faceta como creadora de arte, Paloma Navares ha tenido un papel destacado como curadora y organizadora de eventos culturales. En 1981 fundó, junto a al caricaturista Peridis, el Foro de Pozuelo. Un centro cultural en el que se organizaron todo tipo de actividades culturales, exposiciones, conciertos y talleres de arte.   
En 1984 y 1986, es fundadora y directora del I y el II Festival Nacional de Vídeo en el Círculo de Bellas Artes de Madrid. En 1985 es curadora y directora de la Convocatoria de Nuevas Tecnologías En torno al vídeo, nuevas tecnologías. En 1986 organiza en el Centro de Arte Reina Sofía, el Ciclo de vídeo e instalaciones Cultura y nuevas tecnologías, Procesos. En 1998 organiza la exposición De imagen y soportes en el Festival Huesca Imagen y en el 45 Salón Internacional de Fotografía de Oviedo.  

## Vida personal
Paloma Navares está casada con Gabriel Agustín Muñoz. Son padres de Begoña Muñoz, del cineasta David Muñoz y de la artista Paloma Muñoz.

## Exposiciones (selección)

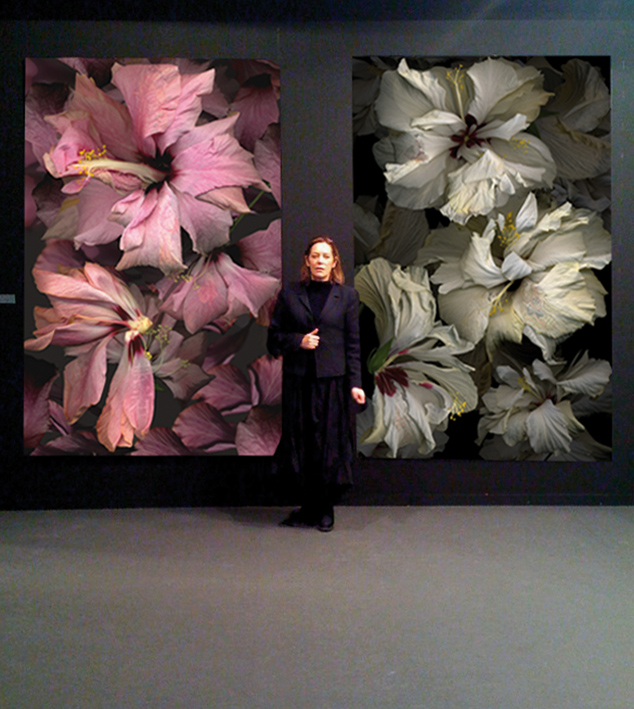
Paloma Navares en ARCO'09

- 2020. El vuelo. 1978 - 2018. MUSAC, Museo de Arte Contemporáneo de Castilla y León. León. España.
- 2020. El vuelo. 1978 - 2018. Sala La Lonja. Zaragoza. España.

- 2018. Paloma Navares. Del Jardín de la Memoria. Museo Thyssen-Bornemisza. Madrid. España.

- 2017. Iluminaciones/ArgiztapenakSala kubo-kutxaSan Sebastián. España.

Te pregunto, ¿son mariposas? Centro de Arte Caja Burgos (CAB) Burgos. España.
- 2016. Paloma Navares - El Jardín de la memoria Museo de Arte Contemporáneo de Alicante (MACA)Alicante. España.

- 2015.Femina ou la réappropriation des modèles. Pavillon Vendôme. París. Francia.

Gender in art. Museo MOCAK. Cracovia. Polonia.
- 2014.V Bienal de Arte Contemporáneo. Fundación Once. Espacio Centro Centro Cibeles. Madrid. España.

- 2013. Reflection. The Celebrity Art Collection, 1990-2012.* Exposición Itinerante permanente por Estados Unidos.

Flowers & Mushrooms. Museum der Moderne Salzburg Mönchsberg. Salzburgo. Austria.
- 2012.Piretti Art Gallery. Knokke-Le Zoute. Bruselas. Bélgica.
- 2011.Universidad Complutense de Madrid. España.[10]
- 2010.MAM Mario Mauroner Contemporary Art, Vienna. Viena. Austria.[11]

Centro Cultural de España en México. México DF. México.
- 2009.Museo MARTE, San Salvador. El Salvador.[12]
- 2008.I Poznan Biennale 2008. Poznan. Polonia.[13]
- 2007.Chiesa di Santa Eulalia dei Catalani. Palermo. Italia.

Palazzo Ducale di Sassuolo. Módena. Italia.
MAM Mario Mauroner Contemporary Art, Vienna. Viena. Austria.
- 2006.Museo de Bellas Artes de Santander. España.

Musée des Beaux-Arts, Chateau de Linardié, Musée-Château du Cayla. Toulouse. Francia.
Ciottoli, Fiori del mio jiardino. 2003-2006. InstitutoI Cervantes de Roma. Italia.
- 2004.Centro de Arte Caja de Burgos (CAB). Burgos. España.[14]

Colección del Museo Nacional Centro de Arte Reina Sofía, Madrid. España.
Museu d’Art Espanyol Contemporani, Palma. España.
Museo de Arte Abstracto Español, Cuenca. Fundación Juan March, Madrid. España.
- 2003.Fundación Rei Afonso Henriques. Paço de Sousa. Oporto. Portugal.

Fundación Arte y Tecnología Telefónica. Madrid. España.
Fundación Pilar y Joan Miró. Palma de Mallorca.  España.
Fundació Vila Casas, Espai Volart, La Esfera. Barcelona. España.
IVAM. Valencia. España.
- 2002.Kunsthalle in Emden. Alemania.

Kunstsammlungen Chemnitz. Alemania.
Landesmuseum. Linz. Austria.
Bienal de Moscow. Gallery Michael Krokin. Moscú. Rusia.
- 2001.Museum voor Moderne Kunst. Oostende. Bélgica.

Château Donjon de Vez. Francia.
- 2000.Kunstsammlun. Nordrhein-Westfalen, Düsseldorf. Alemania.

ZKM, Zentrum für Kunst und Medientechnologie. Karlsruhe. Alemania.
National Gallery. Praga. República Checa.
- 1999.Museum ResidenzGalerie. Salzburg. Austria.

Jahresmuseum, Mürzzuschlag. Austria.
Städtische Kunstammlungen Chemnitz. Alemania.
Palais Liechtenstein. Viena. Austria.
Zoutleeuw. Brussels. Bélgica.
- 1998.Sala Ibere Camargo. Porto Alegre. Brasil.

Museu D’Art, Fundació Caixa de Girona. Girona. España.
Upper Austrian Regional Museum. Linz. Austria.
Museo de Bellas Artes de Caracas. Venezuela.
- 1997.Museo Alejandro Otero. Caracas. Venezuela.

Festivales Internacionales de Lima. Perú.
Site Gallery Sheffield, Fotofeis, y Zone Gallery, Edimburgh.
Watershed, Bristol. Nottingham University Art Centre, Nottingham. Gran Bretaña.
Portalen Koge Bugt Kulturhus. Holanda.
Bienal de Arte Iberoamericano de Lima. Perú.
- 1996.Overbeck-Gesellsghaft. Lübeck. Alemania.

Konsthallen. Göteborg. Suecia.
Fundación Arte y Tecnología, Telefónica. Madrid. España.
Espace d’Art Yvonamor Palix. París. Francia.
- 1995.Quinto Centenario, Le Zitelle. Área de la Bienal. Venecia. Italia.

Espai Metrònom. Barcelona. España.
Municipal Gallery of Ljubljiana. Eslovenia.
- 1994.Kunsthallen Brandts Klaedefabrik. Odense. Dinamarca.

Norrköpings Konstmuseum. Norrköping. Suecia.
- 1992.Museum Moderner Kunst Stiftung Ludwig. Viena. Austria.
- 1991.Centre d’Art Montrouge. París. Francia.
- 1986.Museo Nacional Centro de Arte Reina Sofía. Madrid. España.
- 1985.Galería Juana de Aizpuru. Sevilla. España.

## Premios y reconocimientos
Ha sido galardonada en la tercera edición de los premios Blanco, Negro y Magenta 2019, con el Premio MAV Mujeres en las Artes Visuales 2018 en la categoría de artista y en el 2016 con el Premio de Honor a la Mejor Trayectoria Artística y Profesional en el X Certamen Nacional de Pintura “Miradas 2016” de la Fundación Jorge Alió y con el premio de la XXIII edición de El Club de las 25 en la categoría de artista visual.
Ha sido galardonada con el Premio de Fotografía Trayectoria 2024 otorgado por la  Fundación Enaire.

## Publicaciones (selección)
- El vuelo 1978-2018. Sala La Lonja y Museo de Arte Contemporáneo de Castilla y León. 2020. ISBN 978-84-92572-85-4
- Cuerpos de luz 1989-1997. Sala de Arte Robayera. 2018.
- Iluminaciones. 1977/2017. Sala Kubo Kutxa. 2017. ISBN 978-84-7173-593-5
- Travesía. Paisajes de interior.1987-2010. Universidad Complutense de Madrid. 2011. ISBN 978-84-96701-43-4.
- Otros páramos. AECID. 2009. ISBN 978-84-8347-115-9.
- Dell’Anima ferita. Comune di Sassuolo. 2007. ISBN 84-88252-58-7.
- Del alma herida. Instituto Cervantes. 2006. ISBN 84-88252-58-7.
- Nueva tecnología. Nueva iconografía. Nueva fotografía. Fotografía de los años 80 y 90 en la colección del Museo Nacional Centro de Arte Reina Sofía. Fundación Juan March. Editorial de Arte y Ciencia. 2004-2005. ISBN 84-7075-522-6.
- Travesía 90–03. CAB (Centro de Arte Caja de Burgos). 2004. ISBN 84-87152-93-7.
- Espacios Fronterizos (en catalán). Fundació Pilar i Joan Miró. 2003-2004. ISBN 84-89034-64-8.
- Stand by. Museo Municipal de Málaga. 2002-2003.
- Al Filo. Fundación Arte y Tecnología de Telefónica. 2003. ISBN 84-89884-40-4.
- Milenia, del corazón y el artificio. Residenzgalerie Salzburg. 1999.
- Pendientes del corazón. Ajuntament de Girona i Fundació Caixa de Catalunya. 1998.
- Recipiente de lágrimas. Centre Sa Nostra. 1998. ISBN 84-89632-61-8.
- Luces de hibernación. Junta de Castilla y León. 1997. ISBN 84-7846-558-8.
- Fragmentos del jardín de la memoria. Fundación Arte y Tecnología de Telefónica. 1996.
- Nymphen, Venus, Evas und andere Musen. Lübeck: Overbeck-Gesellsghaft. 1996.
- Otros Paraísos. Viena: Museum Moderner Kunst, Stiftung Ludwig. 1992. ISBN 84-7952-077-9.